# Techniques de masturbation entre Batman et Robin
Techniques de masturbation entre Batman et Robin, est le deuxième roman, inédit en français, de l’écrivain colombien Efraim Medina Reyes. On y retrouve certains personnages du roman Il était une fois l'amour mais j'ai dû le tuer.

## Structure du roman
Le roman est composé de neuf chapitres dont deux longues nouvelles et sept recueils d’aphorismes, de scénarios, de conseils pratiques, d’articles de presse et autres microfictions de formes variées. Mais les mêmes personnages se retrouvent d’un texte à l’autre à divers moments de leur vie et décrits de points de vue différents. Ainsi, une cohérence émerge peu à peu des fragments de la narration. Les protagonistes font au début figure d'archétypes abstraits, ils s’incarnent progressivement en personnalités complexes modelées par leurs interactions.

## Diffusion
Techniques de masturbation entre Batman et Robin est publié en italien par Feltrinelli et en portugais par Planeta.